# Bünzen

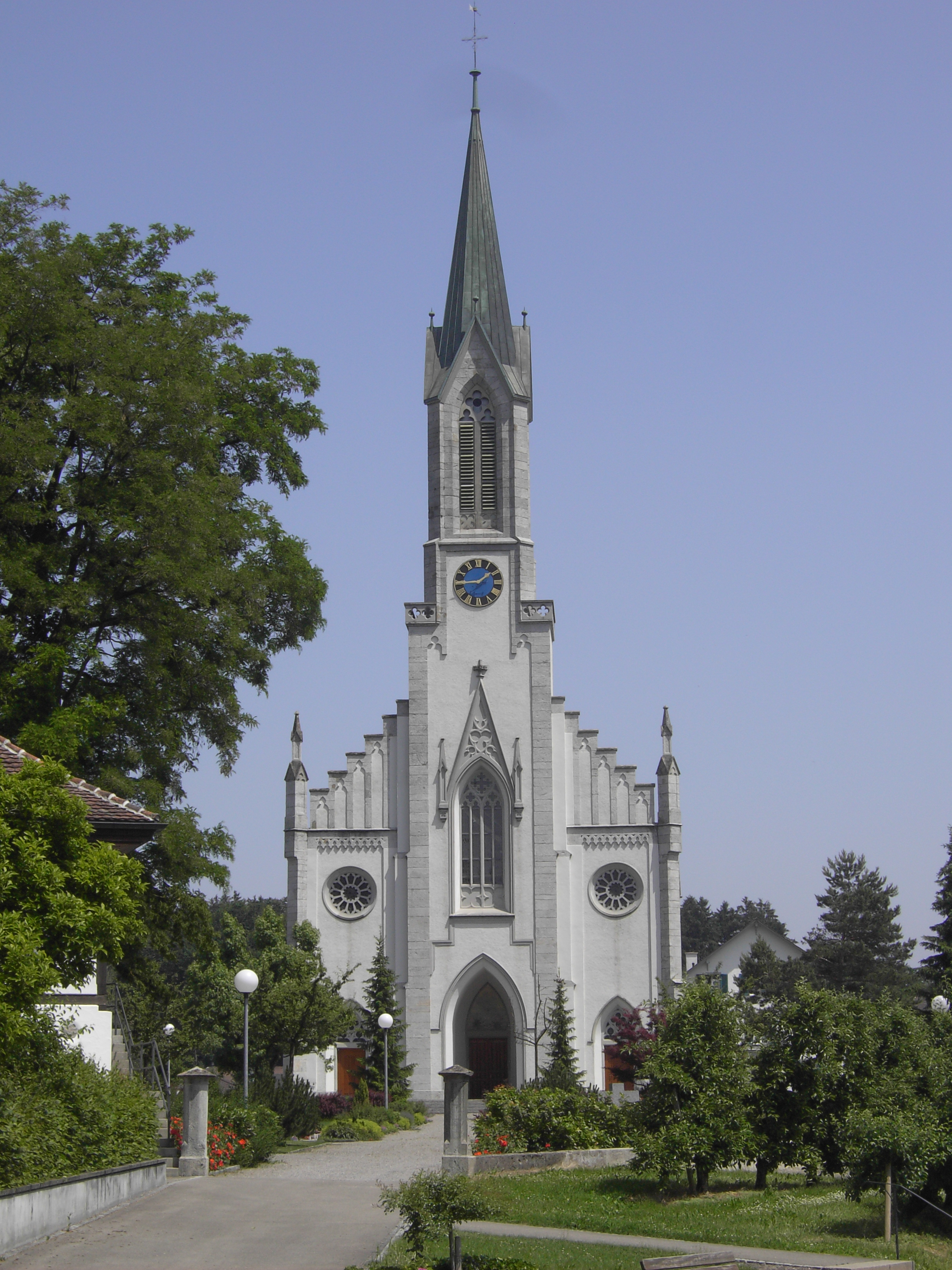
Kerk

Bünzen is een gemeente en plaats in het Zwitserse kanton Aargau en maakt deel uit van het district Muri.
Bünzen telt 1.011 inwoners.